# Da Capo (jogo eletrônico)
Da Capo (～ダ・カーポ～, Da Kāpo, comumente abreviado D.C.) é um visual novel japonês para adultos desenvolvido pela Circus, que foi lançado como uma edição limitada em 28 de junho de 2002, disponível para PC como um CD-ROM; uma versão DVD-ROM foi lançada em 26 de julho de 2002. Um lançamento inglês foi agendado para 25 de dezembro de 2008, e o jogo esteve disponível por um curto período de tempo naquela data, mas o título foi retirado; o jogo foi lançado em 20 de janeiro de 2009. Da Capo começou como uma série de cenários curtos no fan disc Suika, Archimedes no Wasuremono, e desde o lançamento inicial, houve inúmeras versões diferentes lançadas para PC e PlayStation 2 ao longo dos anos com cenários e personagens renovados. A jogabilidade em Da Capo segue um enredo que oferece cenários pré-determinados, com cursos de interação, e está centralizado em seis personagens femininos principais.
A Circus descreve Da Capo como um "delicado romance aventura escolar" (こそばゆい学園恋愛アドベンチャー, kosobayui gakuen renai adobenchā). Uma sequência, após cinquenta e três anos, colocou um fim no Da Capo, Da Capo II, foi lançado em 26 de maio de 2006 e apresenta um novo elenco de personagens que vivem duas gerações após a original. Da Capo se passa em uma ilha fictícia no atual Japão, Hatsunejima (初音島), onde as cerejeiras estão sempre floridas. Da capo é um termo musical da língua italiana que significa do início, e o jogo, como o nome sugere, é formado por partes do enredo que retornam ao início antes de abordar o "verdadeiro" final.
Houve várias adaptações para outras mídias. Duas séries de mangás foram serializadas entre 2003 e 2006, na revista ilustrada Comptiq da  Kadokawa Shoten por diferentes artistas de mangás. Duas séries de animes, produzidas por estúdios de animação diferentes e dirigidas por diretores diferentes, foram produzidas em 2003 e 2005, cada uma contendo vinte e seis episódios. Dois programas de rádio, cinco adaptações do romance, quatro adaptações de CD dramas, e também foi produzida uma série OVA.

## Jogabilidade
A jogabilidade de Da Capo requer pouca interação do jogador, pois é um visual novel clássico: a maior parte da duração do jogo é gasta simplesmente lendo o texto que aparece na tela que representa o diálogo entre os vários personagens ou os pensamentos do protagonista. Frequentemente, o jogador chegará a um ponto onde a ele ou a ela é dado a oportunidade de escolher entre várias opções. O tempo entre esses pontos é variável e pode ocorrer em qualquer lugar de um minuto a mais tempo. A jogabilidade pára nesses pontos e, dependendo da escolha que o jogador faz, o enredo avançará em uma direção específica. Há seis tramas principais que o jogador terá a oportunidade de experimentar, uma para cada uma das heroínas da história. Para ver todas as seis linhas do enredo, o jogador terá que repetir várias vezes o jogo e tomar decisões diferentes para o progresso da trama em uma direção alternativa. Um dos objetivos da jogabilidade é permitir que o jogador visualize as cenas de hentai retratando o protagonista, Jun'ichi, e uma das seis heroínas tendo relação sexual.

## Sinopse
Da Capo passa-se no período antes de Jun'ichi Asakura concluir o ensino fundamental e iniciar o ensino secundário na Kazami Academy (風見学園, Kazami Gakuen), quando Sakura Yoshino retorna à ilha após ter-se mudado para a América alguns anos antes. A maioria das histórias principais giram em torno de uma cerejeira mágica e seus poderes.

## Desenvolvimento
Da Capo foi o sexto jogo da Circus, mas foi o quarto jogo desenvolvido pelo grupo de desenvolvimento Circus Northern, que também produziu seu segundo título Suika. A produção do jogo foi dirigida por Tororo, presidente da Circus, que também trabalhou na música do jogo, e foi dirigido por Mikage e Hotaru Koizumi. O cenário do jogo foi dividido entre quatro pessoas, que trabalharam nas diferentes histórias para as heroínas. Mikage escreveu os cenários de Nemu e Sakura; Kure (abreviatura de Soratobuenban ni Kure ga Notta yo) escreveu os cenários de Kotori e Yoriko; Yoko Yoko escreveu os cenários de Moe e Mako; Mari escreveu o cenário de Miharu. A direção de arte e design dos personagens foi dividido entre três pessoas: Naru Nanao ocupou-se de Nemu, Sakura, e Kotori; Igul ocupou-se de Miharu, Moe, Mako, e de outros; e Kanon Ikutata ocupou-se dos personagens chibi, e de outros. O vídeo de abertura foi produzido pela Nitroplus.

### Lançamentos
Da Capo foi lançado inicialmente no Japão como um jogo para adultos disponível para PC Microsoft Windows em 28 de junho de 2002, como um CD-ROM em edições limitadas e regulares. Uma versão em DVD-ROM foi lançada em 26 de julho de 2002 em edições limitadas e regulares, e um pacote contendo versões em CD- e DVD-ROM foi lançado em 26 de setembro de 2003. Uma versão do jogo original foi portado para o PlayStation 2 intitulada Da Capo: The Origin (～ダ・カーポ～ ジ オリジン～) em 14 de fevereiro de 2008. Uma edição regular e limitada de uma versão estendida, com histórias e personagens atualizados, mas com o conteúdo para adultos removido, foi lançada no PlayStation 2 em 30 de outubro de 2003, intitulada Da Capo: Plus Situation (～ダ・カーポ プラスシチュエーション～). Uma versão "melhorada" do D.C.P.S. foi lançada em 14 de julho de 2005. A Circus lançou uma versão para adultos do D.C.P.S. em 28 de maio de 2004 chamada Da Capo: Plus Communication (～ダ・カーポ～ プラスコミュニケーション) como uma edição limitada disponível em CD- e DVD-ROM para PC. A edição regular do jogo foi lançada em 4 de junho de 2004. Este jogo foi relançado em 16 de dezembro de 2005 como um "gratitude pack", e novamente em 29 de junho de 2007 atualizado para Windows Vista.
Um fan disc intitulado Da Capo: White Season (～ダ・カーポ ホワイトシーズン～) foi lançado para PC em 13 de dezembro de 2002 como uma edição limitada de Natal; a edição regular foi lançada em 24 de janeiro de 2003 edições de CD- e DVD-ROM. Uma edição renovado do pacote de White Season disponível em DVD, foi lançada em 25 de fevereiro de 2005. Outro fan disc foi lançado para PC em 27 de agosto de 2004 como edição limitada intitulada Da Capo: Summer Vacation (～ダ・カーポ サマーバケーション～). A edição regular de Summer Vacation foi lançada em 3 de setembro de 2004, e uma versão em CD-ROM foi lançada em 5 de agosto de 2005. Uma outra versão para o PlayStation 2 foi lançada em 15 de dezembro de 2005 em edições regulares e limitadas chamada Da Capo: Four Seasons (～ダ・カーポ～ フォーシーズンズ). Uma versão para PC de Four Seasons foi lançada pela Circus em 27 de junho de 2008 com a adição de conteúdo para adultos chamada Da Capo: After Seasons (～ダ・カーポ～ アフターシーズンズ).
Um fan disc para adultos intitulado Circus Disc: Christmas Days (～サーカスディスク クリスマスデイズ～) foi lançado pela Circus para PC como uma edição limitada em DVD, em 22 de dezembro de 2006, e como edição regular em 1 de janeiro de 2007. Três versões de DVD Players Game foram lançadas em edições regulares e limitadas separadamente relacionadas às heroínas Nemu, Sakura, e Kotori; os jogos foram lançados entre 1 de junho de 2007 e 28 de setembro de 2007. Um produto adulto derivado chamado Da Capo Poker (～ダ・カーポーカー～) foi lançado pela Circus em 29 de fevereiro de 2008 como edição limitada em DVD, e em 28 de março de 2008 como edição regular. Uma sequência para Christmas Days para PC intitulada C.D.C.D.2 (～シーディーシーディー2～) foi lançada em 25 de julho de 2008, e um otome game derivado para PC intitulado Da Capo: Girls Symphony (～ダ・カーポ～ ガールズ シンフォニー) foi lançado em 26 de setembro de 2008, seguido pela versão PSP para 2010. Uma versão inglesa para adultos da visual novel original disponível para download online pela empresa europeia MangaGamer foi lançada em 23 de janeiro de 2009.

## Adaptações

### Livros
Muitos livros foram escritos baseados em Da Capo e em suas versões atualizadas. A primeira série de romances com base no jogo original Da Capo, foi uma série de seis romances escrita por Tasuku Saika entre dezembro de 2002 e fevereiro de 2004. Saika também escreveu uma série de seis romances, entre outubro de 2004 e maio de 2005 baseada em Plus Communication. Mais quatro romances baseados em Plus Communication foram escritos por Izumi Okazaki, ilustrados por Mikeō, e publicados pela Enterbrain entre fevereiro de 2005 e 30 de setembro de 2006. Dois romances baseados na adaptação mangá Second Graduation foram escritos por Miyuki Gotō e lançados em outubro de 2005 e janeiro de 2006. Um único romance, baseado em Four Seasons e escrito por Circus, Chiruda Sasamiya, e Masashi Suzuki com ilustrações de Cherish, foi publicado em 25 de março de 2006.

### CDs Drama
Muitos CDs drama foram produzidos baseados na visual novel original Da Capo e em adaptações de animes. O primeiro CD drama foi lançado para a visual novel pela Lantis em 22 de janeiro de 2003 intitulado Shunshoku no Shima (春色の島). Um CD drama intitulado Nemu Hajime (音夢はじめ) foi lançado pela Circus para a visual novel como uma edição limitada, e não foi amplamente distribuído. Para a primeira temporada anime , seis CDs drama com cada um relacionado a uma única heroína, exceto o sexto volume, destacando duas heroínas; os CDs foram lançados entre 22 de julho de 2004 e 26 de abril de 2005. Mais três CDs drama foram lançados para a segunda temporada anime entre 25 de janeiro de 2006 e 7 de junho de 2006.

### Mangá
Houve duas adaptações mangá de Da Capo. O primeiro mangá Da Capo foi ilustrado por Natsuki Tanihara e foi serializado na revista Comptiq da Kadokawa Shoten entre 10 de fevereiro de 2003 e 10 de abril de 2004. Dois volumes encadernados foram lançados do primeiro mangá. O segundo mangá, intitulado Da Capo: Second Graduation, foi ilustrado por Cherish e foi serializado na Comptiq entre 10 de agosto de 2004 e 10 de julho de 2006. Três volumes foram lançados do segundo mangá. Muitas antologias também foram produzidas ao longo dos anos.

### Anime
Houve duas séries de anime e uma de OVA baseadas no Da Capo. A primeira série de anime foi produzida pelo estúdio de animação japonês Zexcs e foi dirigida por Nagisa Miyazaki. Exibida no Japão entre 11 de julho de 2003 e 27 de dezembro de 2003, teve a duração de vinte e seis episódios. Os primeiros sete episódios da série foram ao ar com image songs realizadas por seiyū, que emprestaram suas vozes para as principais personagens femininas, enquanto que do episódio oito ao quatorze e do dezesseis ao vinte e um, foram ao ar com 'side-episodes', do episódio vinte e dois em diante foram ao ar na duração completa, com cerca de vinte e quatro minutos. A segunda série de anime, Da Capo: Second Season, foi produzida pelo estúdio de animação Feel e dirigida por Masanori Nayoshi. A série também conta com vinte e seis episódios e foi ao ar no Japão entre 2 de julho de 2005 e 24 de dezembro de 2005. Uma série OVA de dois episódios intitulada Da Capo: If, produzida pela Zexcs e apresentando Kotori Shirakawa como o personagem principal, foi lançada com dois conjuntos de caixa de DVD contendo a primeira e segunda séries de anime. A caixa do primeiro DVD, contendo a primeira série anime e o primeiro episódio OVA foi lançada em 25 de dezembro de 2008. A segunda caixa de DVD, contendo a segunda série de anime e o segundo episódio OVA foi lançada em 25 de março de 2009. Outra série anime Da Capo está em produção.
A primeira série anime tinha quatro peças de tema musical, um tema de abertura e três temas de encerramento. O tema de abertura é "Sakura Saku Mirai Koi Yume" (サクラサクミライコイユメ, lit, "Sonho de Amor do Futuro Quando a Cerejeira Floresce") cantada por Yozuca*, mas foi usado como o tema de encerramento para o primeiro e o último episódios. O primeiro tema de encerramento é "Mirai e no Melody" (未来へのMelody, lit. "Melodia para o Futuro") por CooRie, que foi usado do episódio dois ao sete, do nove ao quatorze e do dezesseis ao vinte. O segundo tema de encerramento é "Utamaru Ekaki Uta" (うたまるえかき唄, lit. "Canção do Desenho Utamaru") por Haruko Momoi, que foi usado nos episódios oito e quinze. O terceiro tema de encerramento é "Sonzai" (存在, lit. "Existência") por CooRie e foi usado do episódio vinte e um ao vinte e cinco, que também foi usado como tema de abertura para o episódio final.
A segunda série anime tinha três peças de tema musical, um tema de abertura e dois temas de encerramento. O tema de abertura é "Sakurairo no Kisetsu" (サクライロノキセツ, lit. "A Estação Cor de Cereja) por Yozuca*, embora a versão do primeiro episódio não use vocais. O primeiro tema de encerramento é "Akatsuki ni Saku Uta" (暁に咲く詩, lit. "A Poesia Floresce no Amanhecer) por CooRie e foi usado do episódio um ao vinte e três, e no episódio final. O segundo tema de encerramento é "Kioku Love Letter" (記憶ラブレター, lit. "Recordação da Carta de Amor") por CooRie, que foi usado nos episódios vinte e quatro e vinte e cinco.

### Programas de rádio
Dois programas de rádio foram produzidos para a adaptação do anime de Da Capo. O primeiro programa chamado Da Capo: Hatsunejima Hōsōgyoku (～ダ・カーポ～ 初音島放送局) exibido entre 4 de outubro de 2003 e 25 de junho de 2005 pela Rádio Osaka e Rádio TBS, no Japão, todos os domingos à noite. O primeiro programa de rádio serviu para promover a primeira temporada do anime e tem noventa e uma transmissões. Foram lançados quatro CDs contendo algumas das transmissões do primeiro programa de rádio pela Lantis entre 3 de março de 2004 e 22 de junho de 2005. O segundo programa intitulado Hatsunejima Hōsōgyoku S.S. (初音島放送局S.S), desta vez transmitido online, exibido às sextas-feiras entre 8 de julho de 2005 e 2 de junho de 2006, e foi distribuído pela Lantis e pela Animate. O segundo programa de rádio serviu para promover a segunda temporada do anime e tem quarenta e sete transmissões. Foram lançados três CDs contendo a maioria das transmissões do segundo programa de rádio pela Lantis entre 5 de outubro de 2005 e 24 de maio de 2005.

## Música
A visual novel original de Da Capo tem quatro peças de tema musical, um tema de abertura, dois temas de encerramento, e uma canção de inserção. O tema de abertura é "Da Capo: Dai 2 Button no Chikai" (ダ・カーポ ～第2ボタンの誓い～) que foi escrito e composto por Tororo e cantado por Yozuca*. O primeiro tema de encerramento é "Sonho: O aliado" escrito por Tororo, composto por Naoyuki Nagata, e cantado por Rino. O segundo tema de encerramento é "Sonho: O outro lado" escrito por Tororo, composto por Takayuki Azuma, e cantado por Noriko Mitose. Um single contendo os temas de abertura e encerramento foi lançado pela Lantis em 22 de agosto de 2002. A canção de inserção é "Cerejinha: sino prometido" escrita por Tororo, composta por Angel Note, e cantada por Mami Nakayama do Angel Note.
O Da Capo Complete Original Soundtrack foi lançado pela Lantis em 25 de setembro de 2002 contendo dois discos com trinta e três faixas. Um álbum image song para Da Capo intitulado Canções do Da Capo foi lançado pela Lantis em 22 de novembro de 2002, que também incluiu algumas faixas de drama. Dois álbuns image song foram lançados pela Plus Communication em 7 de abril e 7 de julho de 2004 intitulados D.C.P.S.C.S.1 e D.C.P.S.C.S.2, respectivamente. Um mini álbum vocal para Four Seasons foi lançado pela Lantis em 8 de fevereiro de 2006.
O single contendo os temas de abertura e encerramento da primeira temporada de anime intitulado "Sakura Saku Mirai Koi Yume" (サクラサクミライコイユメ) foi lançado pela Lantis em 24 de julho de 2003. Três álbuns de image song foram lançados pela Lantis para a primeira temporada de anime, cada um com dois ou três personagens por álbum. O primeiro volume, para Nemu e Yoriko, contém canções cantadas por Sakura Nogawa e Miyu Matsuki, e foi lançado em 27 de agosto de 2003. O segundo álbum de image song, para Sakura, Moe e Mako, contém canções cantadas por Yukari Tamura, Yui Itsuki e Yuki Matsuoka, e foi lançado em 26 de setembro de 2003. O terceiro álbum de image song, para Kotori e Miharu, contém canções cantadas por Yui Horie e Akemi Kanda, e foi lançado em 22 de outubro de 2003. Um álbum vocal contendo canções cantadas por Yozuca* e Rino intitulado Dolce foi lançado pela Lantis em 26 de dezembro de 2003. Mais três volumes de álbuns vocais foram lançados pela Lantis, cada um relacionado a um personagem. O primeiro chamou Ribbons&Candies para Nemu contendo canções cantadas por Sakura Nogawa e foi lançado em 1 de setembro de 2004. O segundo álbum chamado My Little Wish para Sakura contém canções cantadas por Yukari Tamura e foi lançado em 1 de dezembro de 2004. O terceiro álbum intitulado Happy Days para Yoriko contém canções cantadas por Miyu Matsuki e foi lançado em 6 de julho de 2005. Um álbum com os maiores sucessos contendo as canções dos jogos e das temporadas de anime de Da Capo intitulado Hatsunejima Best Da Capo Best Selection (初音島ベスト D.C.～ダ・カーポ～ベストセレクション) foi lançado pela Lantis em 21 de novembro de 2007. Duas trilhas sonoras originais foram lançadas para a primeira temporada de anime, a primeira intitulada Amoroso e a segunda chamada Brillante que foram lançadas pela Lantis em 27 de novembro de 2003 e 24 de março de 2004, respectivamente.
O single contendo o tema de abertura da segunda temporada de anime intitulado "Sakurairo no Kisetsu" (サクライロノキセツ) foi lançado pela Lantis em 21 de julho de 2005. O single contendo o tema de encerramento da segunda temporada de anime intitulado "Akatsuki ni Saku Uta" (暁に咲く詩) foi lançado pela Lantis em 24 de agosto de 2005. Um single de image song para a personagem Aisia foi lançado pela Lantis em 7 de setembro de 2005. Dois volumes de álbuns vocais foram lançados pela Lantis em 26 de outubro de 2005 e 10 de maio de 2006 contendo canções cantadas pela seiyū do anime. Uma continuação do álbum lançado anteriormente Dolce intitulada Dolce2 foi lançada em 21 de dezembro de 2005. As trilhas sonoras originais foram lançadas para a segunda temporada de anime, pela Lantis em 23 de novembro de 2005 e 25 de janeiro de 2006, respectivamente.